# St. Vitus (Druisheim)

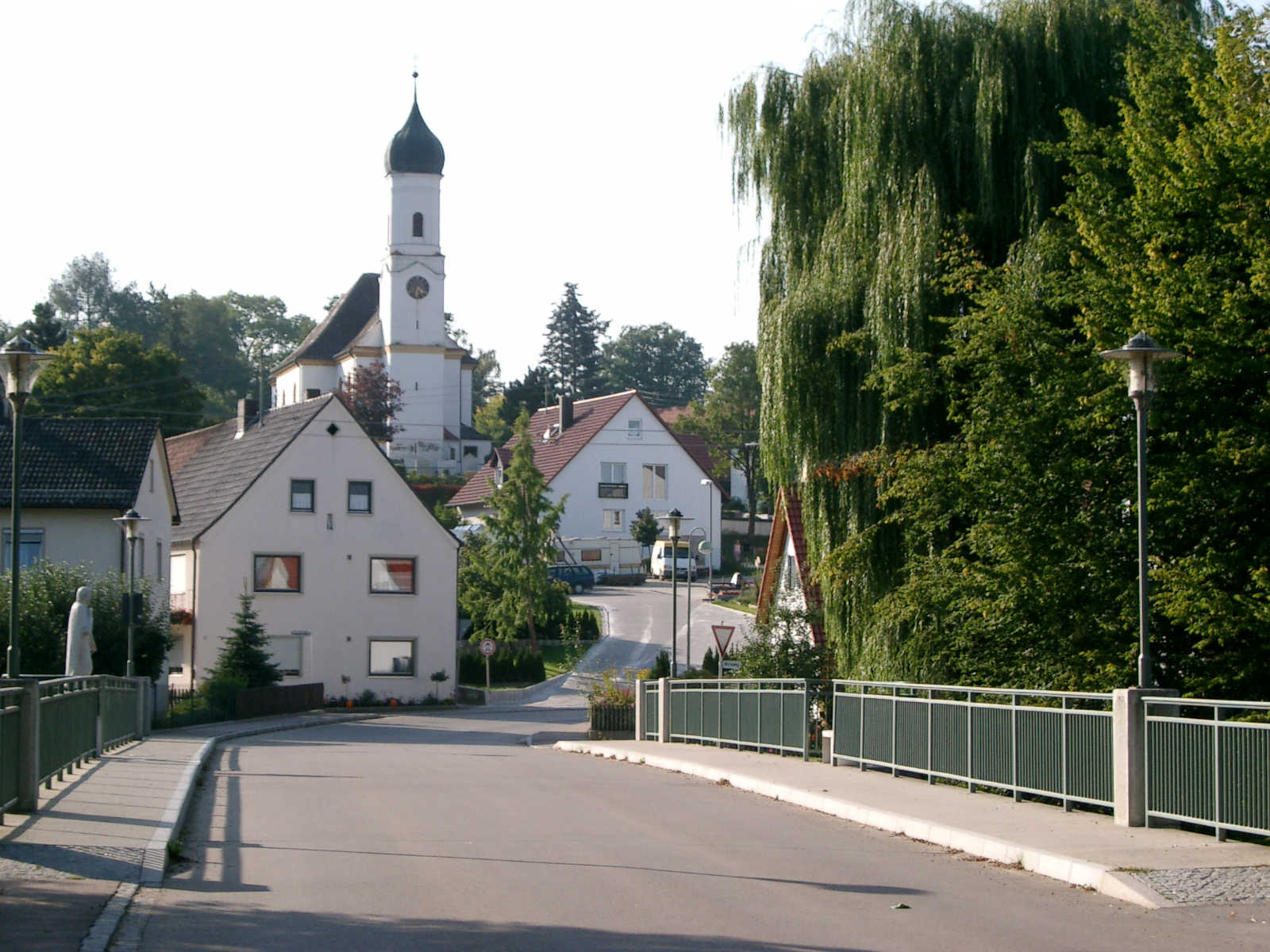
St. Vitus in Druisheim

Die römisch-katholische Pfarrkirche St. Vitus steht in Druisheim, einem Ortsteil von Mertingen im Landkreis Donau-Ries von Bayern. Das Bauwerk ist in der Liste der Baudenkmäler in Mertingen als Baudenkmal unter der Nr. D-7-79-181-7 eingetragen.

## Beschreibung
Die 1731/32 im Auftrag des Klosters Holzen erbaute Saalkirche besteht aus einem Langhaus, dessen beide Längsseiten mit je einem Risalit in Mauerstärke hervorspringen, einem eingezogenen Chor im Osten, der beidseitig von Sakristeien flankiert wird und einem 1714 nach Plänen von Christian Wiedemann gebauten Kirchturm an der Ostwand des Chors. 
Matthäus Günther schuf 1732 die Deckenmalerei und 1741/43 das Altarretabel des Hochaltars. Der 1762 gestaltete Kreuzweg stammt von Johann Baptist Enderle. Eine Pietà wird Johann Michael Fischer zugeschrieben.